# Plichta ze Žerotína
Plichta ze Žerotína (14. prosince 1291 – 28. září 1322) byl český rytíř z rodu českých Žerotínů, pravděpodobně nejstarší syn Habarta ze Žerotína, zakladatele Panenského Týnce.

## Život
Plichta proslul zejména jako turnajový rytíř, jehož věhlas dosáhl až do Anglie. Bylo to údajně právě jeho umění na kolbištích ve Francii, které učarovalo mladému králi Janu Lucemburskému, jenž ho prý díky tomu přijal do své osobní družiny, což ovšem nelze doložit fakty a jedná se pravděpodobně o smyšlenku. Nicméně pravdou zůstává, že mladý Plichta se účastnil bojů s Habsburky, kteří si po vymření královské větve Přemyslovců činili nárok na českou korunu. Jeho boj byl zaznamenán v Dalimilově kronice:
| „                    | Jindřich z Korutan pak českou zemi řídil… To římskému králi dobře poslouží, až před Kutnou Horou vojsko rozloží. Plichta ze Žerotína dá se na pochod a nadělá jeho šikům mnoho škod …. | “ |
| — Dalimilova kronika | |   |

Dalimil dále zmiňuje, že roku 1316 Plichta opustil Čechy a společně se svým bratrem Jaroslavem se ve vojsku Německých rytířů zúčastnil křížové výpravy proti pohanským Prusům. Kam zamířil po jejím skončení, není známo, a proto jsme odkázáni opět na starou českou kroniku.
| „                    | Rok tisící tří stý šestnáctý byl právě… V těch letech nám také pověst připomíná statečného muže Plichtu ze Žerotína. Ten opustil Čechy, odjel do dálavy, bil se v každém boji jako rytíř pravý. Ten římskému králi pomoh v každé srážce, králi anglickému často dělal strážce a zvítězil všude, kde se vojska střetla. Na hrdinstvích měl vždy největší podíl. Dvěstě let se lepší rytíř nenarodil.. | “ |
| — Dalimilova kronika | |   |

Mezi roky 1303 a 1322 založil Plichta ze Žerotína se svým synem město Hořovice západně poblíž původní osady, kde měli Žerotínové svůj hospodářský dvorec založený na přelomu 12. a 13. století.

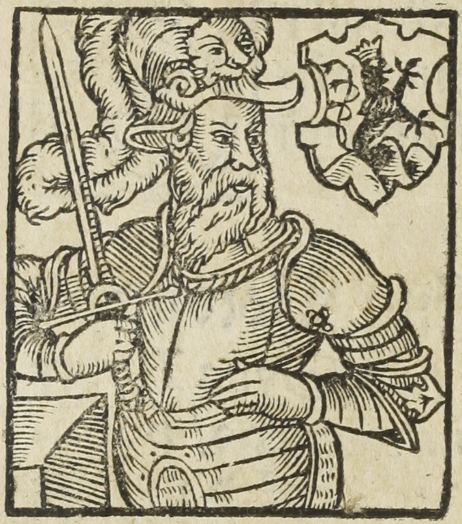
Plichta ze Žerotína (fiktivní kresba B. Paprockého, Zrcadlo slavného Markrabství moravského, 1593) s mylným erbem lva moravských Žerotínů namísto orlice českých Žerotínů.

### Bitva u Mühldorfu
V bitvě na rakousko-bavorském pomezí se utkala vojska Fridricha I. Habsburského, řečeného Sličný, a Ludvíka Bavora z rodu Wittelsbachů a v boji se mělo rozhodnout o tom, který z obou rivalů bude králem Svaté říše římské, protože v té době si na korunu činili nárok oba. Fridrich Habsburský shromažďoval své vojsko nedaleko vesničky Mühldorf na levém břehu řeky Inn. Kromě rytířů a ozbrojenců z alpských zemí mohl počítat i s podporou uherského krále Karla Roberta, který mu poskytl pětitisícovou posilu, jíž dominovala obávaná kumánská jízda. I přesto měl Ludvík Bavorský početní převahu. Jádro jeho vojska tvořily oddíly českého krále Jana, dále se k vojsku přidali dolnobavorský vévoda Jindřich, strýc Jana Lucemburského Balduin, slezský kníže Bernard Svídnický či norimberský purkrabí Fridrich Hohenzollernský.
Armáda se shromáždila u Pasova a vyrazila k ležení habsburských sil. V tu chvíli už velitelé měli zprávy o tom, že Fridrichův bratr Leopold sbírá ve Švábsku vojsko a je pouhých pár dnů pochodu od Mühldorfu. Za této situace měl Ludvík Bavorský na výběr ze dvou možností: buď svést co nejrychleji bitvu ještě před Leopoldovým příchodem, anebo ustoupit. On sám se klonil spíše k druhé variantě, ale nakonec podlehl tlaku svých velitelů v čele s králem Janem. Zbývalo tedy donutit Fridricha Habsburského, aby sešikoval své muže a postavil se Bavorovu vojsku. Ten pochopitelně otálel, protože i on věděl, že se jeho bratr blíží a jako zkušenému vojákovi mu bylo jasné, že při současném rozložení sil je výsledek bitvy značně nejistý. A právě v tu chvíli vstupuje na scénu Plichta ze Žerotína. Toho král Jan pověřil, aby doručil Habsburkovi výzvu v bitvě. Král Jan věděl, že tváří v tvář proslulému turnajníkovi a válečníkovi Fridrich neodmítne, protože pak by se na něj evropské rytířstvo dívalo jako na zbabělce. A věděl to i Fridrich.
Bitva se odehrála na louce nazývané Gickel nedaleko vesnice Erharting. Nevíme přesně, jak početné byly obě armády, ale je známo, že na straně Ludvíka Bavora bojovalo asi 1800 rytířů, zatímco na straně Fridricha Habsburského o 400 méně. Jinak se soudobé prameny liší. Kupříkladu jedna z německých kronik hovoří o 30 000 pěšácích na straně Bavora a jeho spojenců, zatímco Zbraslavská kronika uvádí 4000. Nicméně všechny kroniky se shodují na mírné převaze Ludvíkova vojska. Bitva začala hned po ranní bohoslužbě. První útok vedl král Jan Lucemburský v čele české šlechty a hned napoprvé se mu podařilo klínovou formací prorazit nepřátelské řady. Vzápětí se ale české oddíly musely stáhnout, protože Habsburští zkonsolidovali své řady a hrozilo obklíčení. Navíc pod králem padl kůň. Boje pak probíhaly neobyčejně krutým způsobem a celá bitva byla velmi dlouhá. Bojovat se začalo za brzkého svítání a v poledne stále ještě nebylo jasné, ke komu se přikloní štěstí. Vše nakonec rozhodl manévr Fridricha Hohenzollernského, který zaútočil s útvarem čerstvých rytířů. Ke své smůle si je Fridrich spletl s posilami svého bratra a nevydal rozkaz k jejich zastavení. Když si svůj omyl uvědomil, bylo již pozdě. Kumáni jeho chování naopak pochopili jako zradu, zabili své rakouské velitele a začali z bojiště prchat. V nastalém zmatku byla velká část Fridrichova vojska pobita a on sám s dalším bratrem Jindřichem padl do zajetí. Na bojišti zůstalo přes tisíc mrtvých a na tři tisíce zabitých koní.
Plichta ze Žerotína se zúčastnil prvního útoku s králem Janem. Dostal se ovšem moc hluboko do nepřátelských řad a už nestačil ustoupit s ostatními a zůstal odříznutý uprostřed nepřátel. I přesto se mu podařilo několikrát si prosekat cestu skrze nepřátelské řady, což se v rytířském světě velice cenilo, dokud pod ním nepadl kůň. Opěšalý nezmohl nic ani takový rytíř, jakým byl Plichta ze Žerotína. Pochován je s největší pravděpodobností v podzemí kláštera v Panenském Týnci.